# Tadjikistan aux Jeux olympiques d'été de 2016
Le Tadjikistan participe aux Jeux olympiques d'été de 2016 à Rio de Janeiro, au Brésil. Il s'agit de sa 6e participation aux Jeux olympiques d'été.
À cette occasion, Dilshod Nazarov, avec sa victoire dans le concours de lancer du marteau, apporte au pays la première médaille de son histoire olympique.

## Athlétisme

### Homme

#### Concours
| Athlétes        | Compétitions      | Série    | Série | Finale   | Finale        |
| --------------- | ----------------- | -------- | ----- | -------- | ------------- |
| Athlétes        | Compétitions      | Résultat | Rang  | Résultat | Rang          |
| Dilshod Nazarov | Lancer du marteau | 76,39 m  | 3e    | 78,68 m  | Médaille d'or |

### Femme

#### Course
| Athlètes            | Compétitions | Série   | Série | Demi-finales | Demi-finales | Finale  | Finale  |
| ------------------- | ------------ | ------- | ----- | ------------ | ------------ | ------- | ------- |
| Athlètes            | Compétitions | Temps   | Rang  | Temps        | Rang         | Temps   | Rang    |
| Kristina Pronzhenko | 200 mètres   | 25 s 53 | 8e    | Eliminé      | Eliminé      | Eliminé | Eliminé |
|                     |              |         |       |              |              |         |         |